# Montner

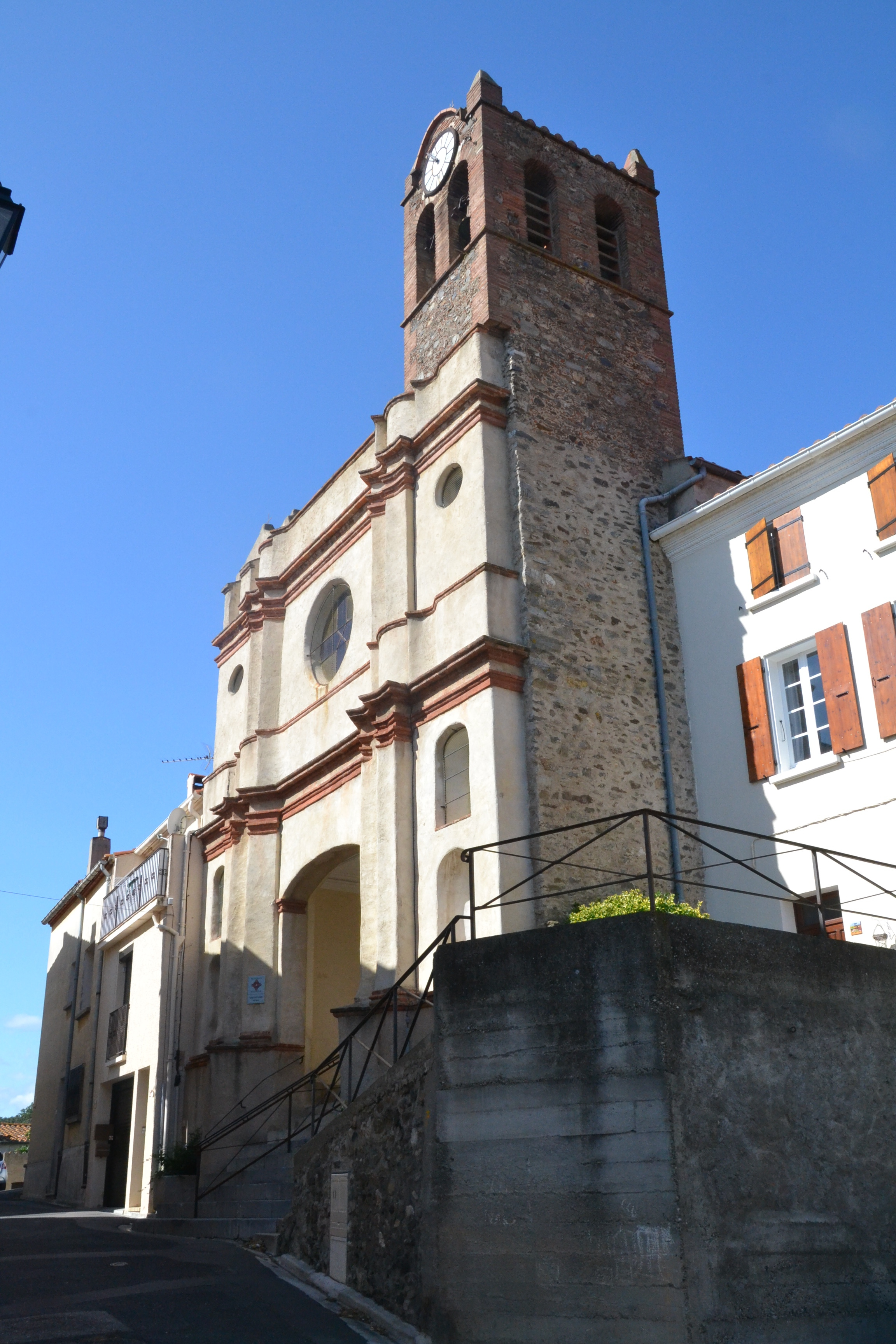
Fassade der Kirche Saint-Jacques

Montner (katalanisch gleichlautend) ist ein Ort und eine südfranzösische Gemeinde mit 328 Einwohnern (Stand: 1. Januar 2022) im Département Pyrénées-Orientales in der Region Okzitanien in der Landschaft des Fenouillèdes.

## Lage
Der Ort Montner liegt in einer Höhe von ca. 100 bis 130 m ü. d. M. in den nordöstlichen Ausläufern der Pyrenäen und ist etwa 28 Kilometer (Fahrtstrecke) in nordwestlicher Richtung von Perpignan entfernt.
Das Gemeindegebiet ist Teil des Regionalen Naturparks Corbières-Fenouillèdes.

## Bevölkerungsentwicklung
| Jahr      | 1800 | 1851 | 1901 | 1954 | 1975 | 1999 | 2012 |
| Einwohner | 132  | 276  | 429  | 354  | 247  | 244  | 311  |

Die Reblauskrise im Weinbau und der Verlust an Arbeitsplätzen durch die Mechanisierung der Landwirtschaft führten im 20. Jahrhundert zu einem stetigen Rückgang der Einwohnerzahlen.

## Wirtschaft
Traditionell lebten die Einwohner als Selbstversorger von den Erträgen ihrer (Wein-)Felder und von ein wenig Viehzucht (Schafe, Ziegen, Hühner). Die heutzutage auf dem Gemeindegebiet produzierten Weine werden über diverse Appellationen vermarktet. Seit der Mitte des 20. Jahrhunderts sind Einnahmen aus dem Tourismus in Form der Vermietung von Ferienwohnungen (gîtes) hinzugekommen.

## Geschichte
Kelten, Römer und Westgoten haben keine Spuren auf dem Gemeindegebiet hinterlassen. Die erste Erwähnung einer dem hl. Jakobus geweihten Pfarrkirche stammt aus dem Jahr 1344; der Heilige erscheint als Pilger und mit Muschel im Ortswappen. Das Fenouillèdes gehörte ehemals zu Provinz Languedoc, wurde aber im Verlauf der Französischen Revolution in das Département Pyrénées-Orientales integriert.

## Sehenswürdigkeiten
- Die Pfarrkirche Saint-Jacques ist ein einschiffiger Bau des 17./18. Jahrhunderts; ihre in schlichten barocken Formen gestaltete Fassade ist seit 1993 als Monument historique anerkannt.[1] In der Mitte hinter dem Hauptaltar ist die Figur des hl. Jakobus zu sehen; die beiden weiblichen Gestalten an seiner Seite sind die hll. Eugenia von Katalonien und Teresa von Ávila.

Umgebung
- Die Weinfelder in der Umgebung des Ortes laden zu Spaziergängen ein.
- Die Aussicht vom etwa 8 km südöstlich gelegenen Gipfel des Força Réal ist beeindruckend.